# Simabur
Simabur is een bestuurslaag in het regentschap Tanah Datar van de provincie West-Sumatra, Indonesië. Simabur telt 2816 inwoners (volkstelling 2010).